# Alexei Nikolajewitsch Kuropatkin

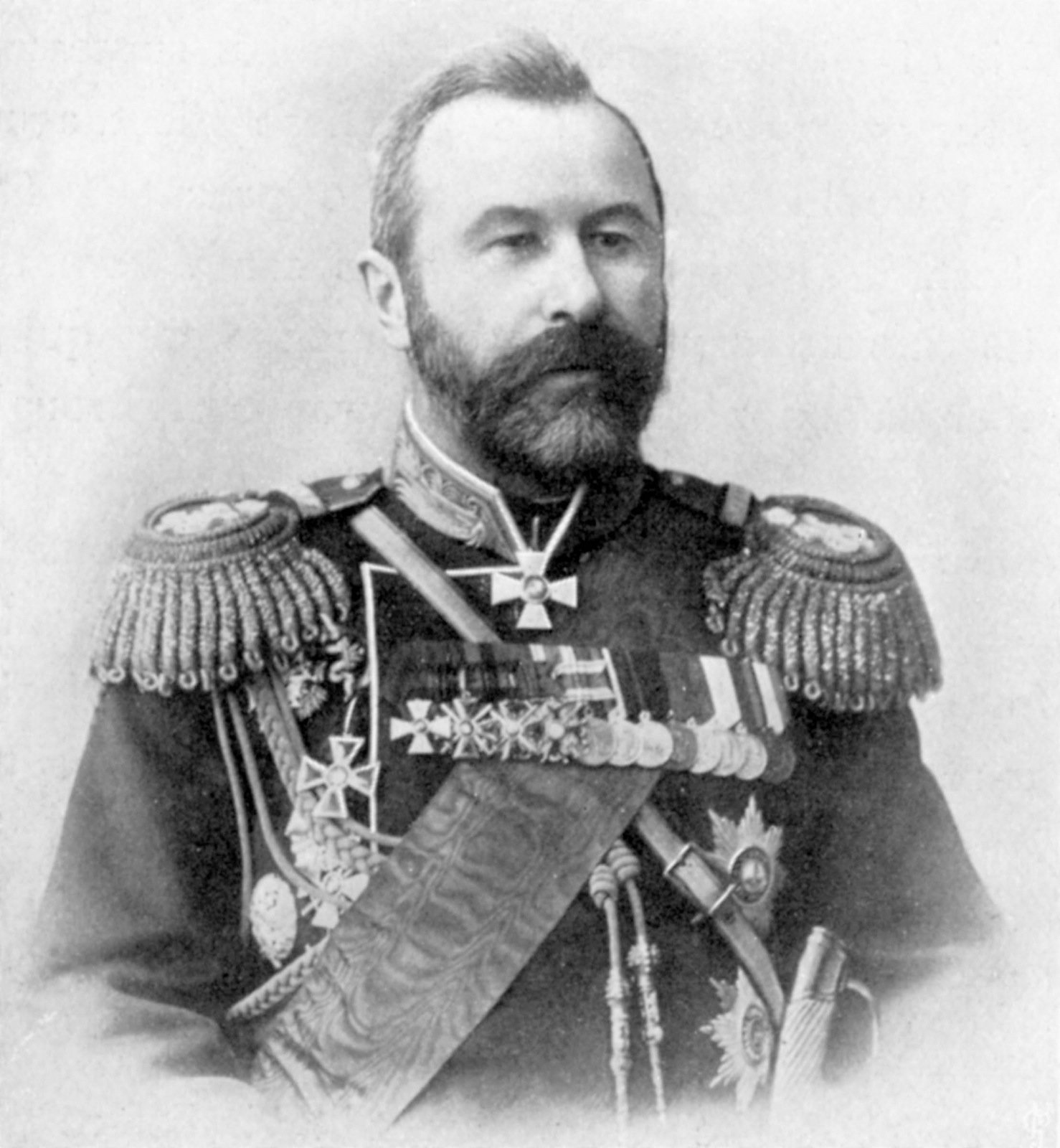
Alexei Kuropatkin

Alexei Nikolajewitsch Kuropatkin (russisch Алексей Николаевич Куропаткин; wissenschaftliche Transliteration Aleksej Nikolaevič Kuropatkin, * 17. Märzjul. / 29. März 1848greg. im Ujesd Cholm, Gouvernement Pskow; † 16. Januar 1925 im Ujesd Toropez, Gouvernement Pskow) war ein General der russischen Armee und Kriegsminister.

## Leben und Wirken
Alexei Nikolajewitsch Kuropatkin, der auch als russischer Militärschriftsteller und Reisender bekannt war, erhielt seine Erziehung in einem Kadettenkorps. Er trat 1864 in das 1. Turkestanische Schützenbataillon ein, wurde 1866 Offizier, und zeichnete sich so aus, dass er als Chef einer diplomatisch-militärischen Mission zu dem Emir Jakub Khan nach Kaschgar entsandt wurde. Seine Erfahrungen in dieser Region fasst er in einem Reisewerk über Kaschgar zusammen, das Anfang der 1870er Jahre veröffentlicht wurde. Hierauf ging Kuropatkin in die Nikolai-Akademie des Generalstabs, welche er 1874 absolvierte, und begab sich dann als Volontär nach Algier. Nach seiner Rückkehr ging er abermals nach Turkistan, wo er an der Eroberung Kokands und Samarkands mitwirkte. Danach wurde er nach Sankt Petersburg in den Generalstab berufen, wo er eine Zeit lang Chef der asiatischen Sektion war und auch das Amt eines Adjunktprofessors für militärische Statistik in der Nikolai-Akademie des Generalstabs versah. Im Russisch-Türkischen Krieg 1877–1878 diente er als Chef des Stabs der von General Skobelew befehligten 16. Infanteriedivision. 1879 erhielt er das Kommando über die Turkestan-Schützenbrigade, mit der er am Feldzug gegen Achal-Teke (1880–1881) im heutigen Turkmenistan teilnahm. Er erhielt für die Beteiligung an der Eroberung von Gök-Tepe am 12. Januarjul. / 24. Januar 1881greg. den St. Georgsorden 3. Klasse und schrieb ein detailliertes Buch über den Feldzug. 1882 wurde er zum Generalmajor befördert und 1883 dem Generalstab zugeteilt, wo er für strategische Fragen zuständig war. 1890 wurde er zum Generalleutnant befördert und zum Oberbefehlshaber des Transkaspischen Militärbezirks ernannt.

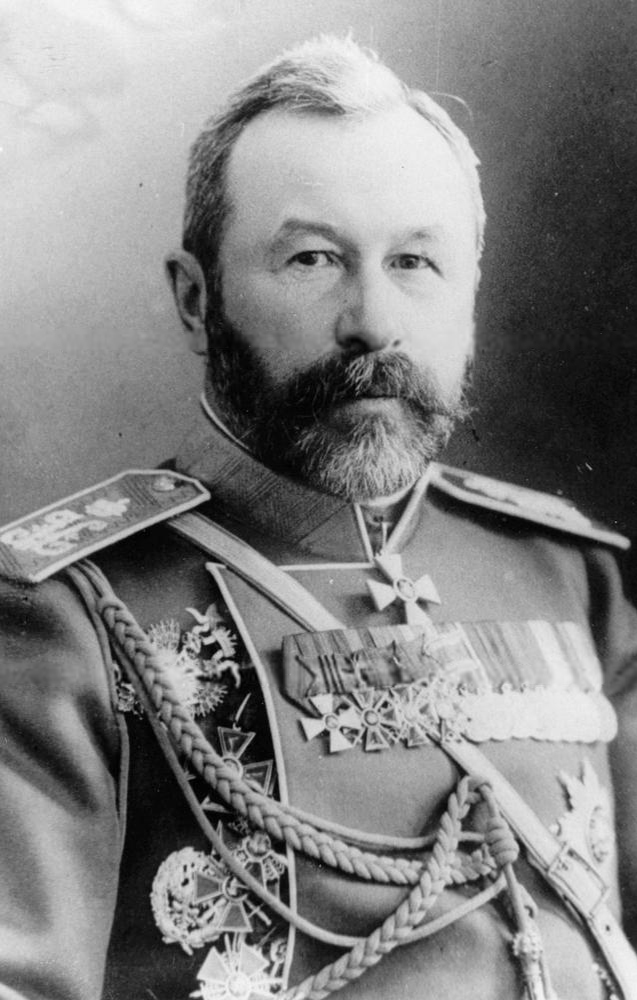
Alexei Kuropatkin im Ersten Weltkrieg

1898 übernahm er den Posten des Kriegsministers von Pjotr Wannowski. In seine Amtszeit fiel die Verschärfung der Spannungen mit Japan, die zum Russisch-Japanischen Krieg 1904/05 führten. Im Februar 1904 übernahm er den Befehl über die russischen Armeen in der Mandschurei. Im Oktober übernahm er, als Nachfolger des abberufenen Admirals Jewgeni Alexejew, den Oberbefehl über die gesamten russischen Streitkräfte im Fernen Osten. Nach der Niederlage in der Schlacht von Mukden im März 1905 bot er seinen Rücktritt an und wurde durch General Nikolai Linewitsch, den bisherigen Befehlshaber der 1. Mandschurischen Armee, ersetzt, die er nun übernahm. Nach dem Ende des Krieges gab er auch dieses Kommando ab und zog sich ins Privatleben zurück. Zeitgenossen warfen Kuropatkin vor, durch seine Defensivstrategie die Niederlage im Krieg mit herbeigeführt zu haben. Er antwortete darauf mit einer umfangreichen Darstellung seiner Sicht des Krieges, die als mehrbändiges Werk unter dem Titel Die Russische Armee und der Japanische Krieg in mehreren Sprachen veröffentlicht wurde.
Im Ersten Weltkrieg bewarb er sich um ein Kommando und erhielt im Oktober 1915 den Befehl über das Grenadierkorps. Am 30. Januar 1916 wurde er kurzfristig Oberbefehlshaber der 5. Armee. Am 20. Februar 1916 wurde er zum Befehlshaber der Nordfront ernannt und im Juli als Oberbefehlshaber nach Turkestan versetzt, um eine dort ausgebrochene Rebellion niederzuschlagen. Nach der Februarrevolution 1917 wurde er vorübergehend unter Arrest gestellt, aber durch die Provisorische Regierung wieder befreit. Er kehrte in seinen Heimatort zurück, wo er bis zu seinem Tod eine Landwirtschaftsschule leitete.
Vladimir Nabokov hat seine frühesten Jugenderinnerungen an Kuropatkin aus dem Oktober 1905 in seiner Autobiographie Erinnerung, sprich festgehalten. Während eines Besuchs bei Nabokovs Vater, einem der Gründer der Konstitutionell-Demokratischen Partei, hatte Kuropatkin gerade die Nachricht erhalten, dass er zum Oberbefehlshaber der russischen Streitkräfte im Fernen Osten berufen worden war.